# Beogradski sindikat
Beogradski sindikat (serbe : Београдски Синдикат) est un groupe de hip-hop serbe originaire de Belgrade. Il est composé de onze membres.

## Biographie
Le groupe Beogradski Sindikat est formé le 21 mars 1999 par les rappeurs MC Flex et Chef Sale. Il est formé de la fusion des groupes Red Zmaja et TUMZ,. Un nouveau membre, Prota, rejoint l'ensemble en 2004, suivi par DJ IRon en 2006.
Beogradski sindikat sort deux albums studio : BSSST... tišinčina (« chut… silence ») au début de 2002, et Svi zajedno (« tous ensemble ») en 2005. Il a également sorti que le single Govedina (« bœuf ») en septembre 2002, titre qui a suscité la controverse en raison de ses attaques virulentes contre toute la scène politique serbe. Un autre single, Oni su (« ils sont ») est sorti en décembre 2006, dans le contexte des élections législatives serbes de janvier 2007. Par ailleurs, deux membres du groupe, Škabo et Chef Sale, ont réalisé des albums solo, respectivement Sam et Prvi udar. Škabo a aussi collaboré avec sa femme à l'album PVO.
En juillet 2010 sort leur nouvel album Diskretni heroji, . Le samedi 28 avril 2012, Beogradski sindikat tient pour la première fois un concert à la Kombank Arena, le plus grand jamais réalisé par le groupe,,.

## Membres
- Škabo - chant
- Blaža - chant
- Ogi - chant
- Deda - chant
- Darko - chant
- Đolođolo - chant
- Dajs - chant
- MC Flex - chant
- Chef Sale - chant
- Prota - samples
- DJ IRon - platines

## Discographie

### Albums studio
- 2002 : BSSST… tišinčina! (Automatik Records)
- 2005 : Svi zajedno (Prohibicija)
- 2010 : Diskretni heroji

### Singles
- 2002 : Govedina
- 2006 : Oni su (Prohibicija)
- 2015 : BS Armija
- 2016 : Sistem te laže
- 2016 : Kasno je
- 2017 : Sindikalna priča

### Albums solo
- 2003 : Škabo - Sam (One Records)
- 2005 : PKS (Škabo et Nadica) - PVO (Magmedia)
- 2007 : Chef Sale - Prvi udar (Prohibicija)